# Чувар Вили
Вилијам „Bили” Макдагал (енгл. Williаm McDougal) је измишљени лик из цртане серије Симпсонови, коме глас позајмљује Дан Кастеланета. Вили је шкотски имигрант који је чувар у Спрингфилдској основној школи и има шкотски нагласак.